# 周書鳳
周書鳳（？—？），清朝官員，本籍浙江。監生出身。

## 生平
周書鳳於1789年（乾隆54年）接替王增錞，於台灣台北地區擔任台灣府淡水廳新莊巡檢一職，是大台北地區的地方父母官。翌年，台灣府將新莊巡檢升格為新莊縣丞，周書鳳則卸任巡檢該職，而由沈樹東擔任首任縣丞。